# 死者の網膜犯人像
『死者の網膜犯人像』（ししゃのもうまくはんにんぞう）は、松本清張の短編小説。『草の径』第3話として『文藝春秋』1990年5月号に掲載され、1991年8月に短編集『草の径』収録の一作として、文藝春秋より刊行された。掲載時のタイトルは『死者の眼の犯人像』。

## あらすじ
江戸川乱歩『類別トリック集成』中に「網膜残像」の項目がある。「科学的には否定されていたところ、最近は肯定するような研究も発表されるに至った」と乱歩は書いているが、どうだろうか。
市ケ谷駅から坂道を上った通りの二階家で、山岸好江の夫・山岸重治が絞殺されたとの連絡を受け、捜査一課の庄原係長らは山岸家に駆けつける。庄原係長は鑑識課員にホルマリン液を眼球に注射するよう命じる。好江から買物とマーケットへ往復した24分間に凶行が行なわれたことを訊き出した庄原は、続いて好江が発見時に被害者に近づいてその顔を上から真正面に見たかどうかを訊く。
「死んでも網膜の映像は科学的に再現できるのです」「科学はそこまできているのです」と庄原は言い、しかし好江が直後に重治の顔を見たため、死の直前の網膜には好江の顔が映像として残り、犯人の顔は残らなかった、残念ですと告げる。しかし、病院で庄原が見せられたコンピューター形成の映像は、ポメラニアン種の犬の顔だった。

## エピソード
- 著者は本作の2年前に発表したエッセイ『眼』において、「殺人犯人の顔を最後に見ているのは被害者である。殺された人間の網膜には、加害者の顔が灼きついているはずだ」「死後それほど時間が経っていないうちに死体が発見されたばあい、直ちに死者の眼を剔出して化学的処理を行なうとき、その網膜にあたかも現像液に浸したように加害者の顔の映像が浮び出るといった技術開発がなされないものか。ハイテクの現代、原理としてでもそれは成り立たないか、と科学に詳しい方面の人たちに聞いてみたら、みんな笑って首を振った」「眼に映るものは脳の後頭葉に送られる。脳が死ねば眼の映像も消失する」「けれども、高度技術も日進月歩、今日の技術が明日のそれではない。後頭葉を再生できる技術だって開発できないことはあるまい。素人の空想やヒントを実現させることから科学はまた進歩する」「そんなことを思っていると、また次にあらぬ空想が湧いたりする」と記している[1]。
- 松本清張夫人は清張邸で茶色のポメラニアンを飼っていたことがあり「テリー」と呼ばれていた[2]。
- 作家・医師の海堂尊は「網膜が画像を捉える際の医学的に正確な記述を絡め、そうした技術が実在しているかのように描き、学術世界からフィクション世界に足を踏み入れさせる」「本格ミステリーと医療小説のカテゴリーを融合させたかのような佳作」と本作を評している[3]。